# Oreocarya
Oreocarya är ett släkte av strävbladiga växter. Oreocarya ingår i familjen strävbladiga växter.

## Dottertaxa tillOreocarya, i alfabetisk ordning[1]
- Oreocarya abortiva
- Oreocarya aperta
- Oreocarya atwoodii
- Oreocarya bakeri
- Oreocarya barnebyi
- Oreocarya breviflora
- Oreocarya caespitosa
- Oreocarya cana
- Oreocarya capitata
- Oreocarya celosioides
- Oreocarya compacta
- Oreocarya confertiflora
- Oreocarya crassipes
- Oreocarya creutzfeldtii
- Oreocarya crymophila
- Oreocarya elata
- Oreocarya flava
- Oreocarya flavoculata
- Oreocarya fulvocanescens
- Oreocarya grahamii
- Oreocarya hoffmannii
- Oreocarya humilis
- Oreocarya hypsophila
- Oreocarya insolita
- Oreocarya interrupta
- Oreocarya johnstonii
- Oreocarya jonesiana
- Oreocarya leucophaea
- Oreocarya longiflora
- Oreocarya mensana
- Oreocarya oblata
- Oreocarya ochroleuca
- Oreocarya osterhoutii
- Oreocarya palmeri
- Oreocarya paradoxa
- Oreocarya paysonii
- Oreocarya propria
- Oreocarya revealii
- Oreocarya rollinsii
- Oreocarya roosiorum
- Oreocarya rugulosa
- Oreocarya salmonensis
- Oreocarya schoolcraftii
- Oreocarya semiglabra
- Oreocarya sericea
- Oreocarya setosissima
- Oreocarya shackletteana
- Oreocarya sobolifera
- Oreocarya spiculifera
- Oreocarya stricta
- Oreocarya subcapitata
- Oreocarya subretusa
- Oreocarya suffruticosa
- Oreocarya tenuis
- Oreocarya thompsonii
- Oreocarya thyrsiflora
- Oreocarya tumulosa
- Oreocarya weberi
- Oreocarya welshii
- Oreocarya wetherillii
- Oreocarya virgata
- Oreocarya virginiensis